# Rio Nanay
O rio Nanay é um tributário do rio Amazonas a oeste de Napo, no Peru. O Nanay é um dos três rios em volta da cidade de Iquitos, tornando-a uma ilha. Outros assentamentos ao longo do rio incluem as vilas de Santo Tomás, Padre Cocha e Santa Clara. Nos períodos nos quais o nível das águas está baixo, as diversas praias ao longo do Nanay recebem turistas. O Nanay é um rio tortuoso e de correnteza lenta, que percorre apenas planícies, dividindo-se em diversas lagoas e córregos que causam enchentes no terreno plano e baixo no período chuvoso .